# Donald Michie
Donald Michie (11 noiembrie 1923 – 7 iulie 2007) a fost un cercetător britanic în inteligență artificială. În timpul celui de-al Doilea Război Mondial, Michie a lucrat pentru Government Code and Cypher School de la Bletchley Park, contribuind la efortul de a descifra "Tunny", un cifru teleprinter german.

## Tinerețea și începutul carierei
Michie s-a născut în Rangoon, Birmania. A urmat Rugby School și a câștigat o bursă pentru a studia clasicii la Balliol College, Oxford. În primăvara anului 1943, căutând un mod de a contribui la efortul de război, a încercat să se înscrie la un curs de limba japoneză la Bedford pentru ofițerii de informații. La sosire, a aflat că toate locurile de la acest curs erau ocupate și s-a înscris la un curs de criptografie, demonstrând o aptitudine naturală pentru acest subiect. Șase săptămâni mai târziu, el a fost recrutat la Bletchley Park și a fost repartizat la "Testery", o secțiune care a analiza un cifru teleprinter german. În perioada cât a lucrat la Bletchley Park, a fost coleg cu Alan Turing, Max Newman și Jack Good.

## Cercetare postbelică
Între 1945 și 1952 a studiat la Colegiul Balliol din cadrul Universității Oxford; a obținut doctoratul în genetica mamiferelor în 1953.
În 1960, el a dezvoltat Machine Educable Noughts And Crosses Engine (MENACE), unul dintre primele programe capabile să învețe să joace perfect jocul X și O. Deoarece computerele nu erau disponibile în acel moment, Michie a implementat programul pe aproximativ 300 de cutii de chibrituri, fiecare reprezentând o staret unică. Fiecare cutie de chibrituri a fost umplută cu mărgele colorate, fiecare reprezentând o mutare diferită în această stare. Cantitatea de culoare indica "certitudinea" că alegând mișcarea corespunzătoare se va ajunge la o victorie. Programul a fost folosit pentru a juca sute de jocuri.
Michie a fost director al Department of Machine Intelligence and Perception din cadrul University of Edinburgh (anterior, unitatea de programare experimentală) de la înființarea sa în 1965. Unitatea de inteligență a mașinilor a precedat unitatea de ștriință a computerelor a universității. El a rămas la Edinburgh până în 1985, când a plecat pentru a fonda The Turing Institute în Glasgow. Activ în comunitatea de cercetare în anii '80, el și-a dedicat ultimul deceniu de viață organizației caritabile The Human Computer Learning Foundation și a lucrat cu Stephen Muggleton, Claude Sammut, Richard Wheeler și alții pentru a studia sistemele lingvistice naturale și teoriile inteligenței. În 2007 lucra la finalizarea unei serii de articole științifice cu privire la sistemul lingvistic natural Sophie și la manuscrisul unei cărți intitulate "Jehovah's Creatures".
Michie a inventat tehnica memoizării. A fost implicat în mai multe grupuri diferite în decursul vieții sale. El a fost:
He was involved in many different groups during his lifetime. He was a:
- Membru al British Computer Society;
- Membru al Royal Society of Edinburgh;
- Membru de onoare al American National Academy of Sciences;
- Membru de onoare al Academiei de Științe din Slovenia.
- Fondator și Trezorier al Human-Computer Learning Foundation, o organizație caritabilă înregistrată în Marea Britanie.[10]

## Viața personală
Michie a fost căsătorit de trei ori, a doua oară cu biologul Anne McLaren din 1952 până în 1959. El a avut patru copii, unul de la prima sa soție și trei de la prof. McLaren, printre care economistul Jonathan Michie și psihologul Susan Fiona Dorinthea Michie. Michie și McLaren au rămas prieteni după divorț și au devenit apropiați din nou după moartea celei de-a treia soții a lui Donald Michie.
Michie (pe atunci în vârstă de 83 de ani) și fosta lui soție McLaren au murit într-un accident de mașină la 7 iulie 2007 în timp ce călătoreau de la Cambridge la Londra.